# Крум Бъчваров (генерал)
Крум Жеков Бъчваров (Константин Иванович Бочаров) е деец на БКП, съветски политически офицер, бригаден комисар (генерал-майор) от съветската армия.

## Биография
Роден е на 6 септември 1897 г. в белоградчишкото село Салаш в семейството на учител. Семейството му се мести във Видин през 1909 г. Крум Бъчваров завършва гимназията във Видин през 1916 г. Работи като учител в село Стакевци. Взема участие в Първата световна война. След нея влиза в БРСДП (т.с.). Учредява заедно с други съмишленици младежкото комунистическо дружество „Спартак“, на което от 1919 г. е ръководител. Известно време е член на Окръжния комитет на БКП (т.с.) във Видин. Под негово ръководство се намира пропагандната група „Червената каруца“. През 1922 г. завършва 6-месечна школа за партийни кадри в Москва. По това време присъства като делегат на конгреса на Младежкия комунистически интернационал и на IV-я конгрес на Коминтерна в Москва. Взема участие в Септемврийското въстание в Белоградчишко. След неуспеха му емигрира в Югославия. Завръща се отново в България през 1924 г., за да възстанови структурите на БКП в Северозападна България. Тук работи с Христо Михайлов. Емигрира в СССР през 1925 г. Там учи под името Константин Бочаров във Военнополитическата академия „Толмачов“ в Ленинград до 1928 г. След това преподава и се издига до професор в катедра „История на въоръженото въстание“ през 1935 г. на академията. Ръководи ленинградската българска емигрантска група. През 1936 г. получава чин бригаден комисар (генерал-майор) от съветската армия. По време на Сталинските репресии е арестуван през септември 1936 г. Обвинен е в шпионаж и подривна дейност и осъден на смърт. Разстрелян на 19 декември 1936 г. На 4 септември 1956 г. е посмъртно реабилитиран в СССР, а през август 1989 г. е реабилитиран и в България.
На негово име е наречен квартал във Видин, а в Белоградчик е издигнат негов паметник. През 1964 г. Военно издателство издава „Избрани военни произведения“, написани от него.